# 中村道太

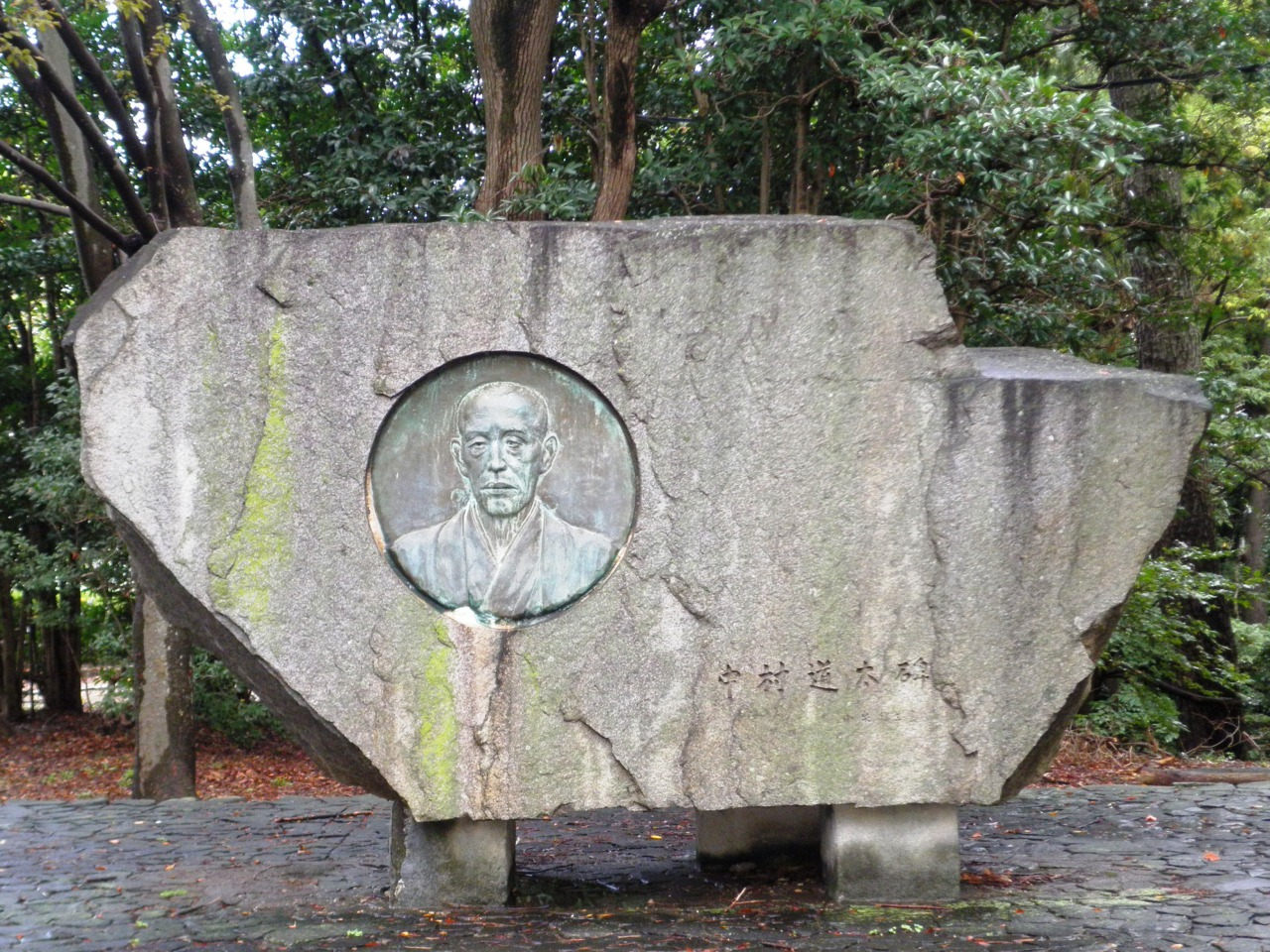
丰桥公园内的纪念碑

中村道太（1836年4月25日—1921年1月3日）是一位日本企业家、教育家。

## 生平
出身于三河吉田藩武士，大政奉还后、奉藩主之命前往江户，与穂积清轩共同行动。后成为江户时期幕臣。知晓胜海舟和福泽谕吉，曾在慶應義塾学习。戊辰战争担任藩内参谋，在丰桥市创建好问社、开办女子教育。明治维新后、聚集一批失去俸禄的武士创建中村屋，在横滨经营贸易。结识福泽谕吉旗下管理的丸屋商社（现丸善雄松堂）创始人早矢仕有的，并接受邀请担任横滨正金银行的初代行长。西南战争后，担任爱知县渥美郡长，创建第八国立银行。

## 家庭
弟弟平山甚太也是企业家，侄孙狮子文六是小说家。